# José Cifuentes
José Adoni Cifuentes Charcopa (* 12. März 1999 in Esmeraldas) ist ein ecuadorianischer Fußballspieler, der aktuell bei den Glasgow Rangers unter Vertrag steht.

## Karriere

### Verein
Erst startete seine Karriere in der Jugend von CD Universidad Católica, von wo er von der dortigen U20 im Sommer 2016 in die erste Mannschaft des Klubs vorrückte. In seiner ersten Zeit hier kam er aber kaum zum Einsatz und so folgte im Sommer des darauffolgenden Jahres erst einmal eine Leihe zu CD América de Quito, hier blieb er dann aber auch noch etwas länger und spielte 2019 dann sogar mit dem Klub in der ersten Liga. Nach dem Wiederabstieg verließ er seine Leihstation aber endgültig und wechselte für eine Ablöse von 2,73 Mio. € Mitte Januar 2020 in die MLS zum Los Angeles FC. Wo er mit dem Franchise die Saison 2022 gewann. Im Sommer 2023 wechselte er in den europäischen Fußball zu den Glasgow Rangers.

### Nationalmannschaft
Sein Debüt in der ecuadorianischen Nationalmannschaft hatte er am 5. September 2019 bei einem 1:0-Sieg über Peru, wo er in der 81. Minute für Michael Estrada eingewechselt wurde. Nach zwei weiteren Freundschaftsspielen kam er dann erst einmal nicht mehr zum Einsatz.
Ab September 2021 kam er dann in zwei Spielen der Qualifikation für die Weltmeisterschaft 2022 zum Einsatz. Danach folgten mehrere Freundschaftsspieleinsätze an dessen Ende auch seine Nominierung für die Endrunde der Weltmeisterschaft 2022 stattfand.